# Fraxinus papillosa
Fraxinus papillosa — вид квіткових рослин з родини маслинових (Oleaceae).

## Опис
Невелике дерево з білуватими листочками внизу. Квітне у квітні. Квітки зелені.

## Поширення
Ареал: Аризона, Мексика, Нью-Мексико, Техас.
Населяє вологі ґрунти каньйонів у горах; росте в дубовому лісі.